# Льюис, Флетчер
Флетчер Льюис (англ. Fletcher Lewis; род. 16 июля 1955, Вест-Энд, Вест-Гранд-Багама) — багамский легкоатлет, выступавший в беге на короткие дистанции и прыжках в длину. Участник летних Олимпийских игр 1976 года.

## Биография
Флетчер Льюис родился 16 июля 1955 года в багамском городе Вест-Энд.
Выступал в легкоатлетических соревнованиях за «Флорида Гаторз» из Гейнсвилла.
В 1975 году участвовал в Панамериканских играх в Мехико. В прыжках в длину занял 11-е место с результатом 7,15 метра. В эстафете 4х100 метров сборная Багамских Островов, за которую он выступал, выбыла в полуфинале с результатом 39,81 секунды.
В 1976 году вошёл в состав сборной Багамских Островов на летних Олимпийских играх в Монреале. В прыжках в длину занял 11-е место с результатом 7,61, уступив 74 сантиметра завоевавшему золото Арни Робинсону из США.

## Личный рекорд
- Прыжки в длину — 7,97 (26 марта 1976, Гейнсвилл)[1][5]